# Tavua F.C.
Tavua F.C. là một câu lạc bộ bóng đá Fiji thi đấu cho giải hạng nhất của Hiệp hội bóng đá Fiji. Đội bóng đến từ Tavua, nằm ở phía tây của đảo chính Viti Levu, giữa thị trấn Rakiraki và thị trấn Ba. Sân nhà của đội bóng là Garvey Park. Trang phục của họ gồm áo vàng, quần đen, tất đen.

## Lịch sử
Tavua F.C. được thành lập năm 1942, cùng với sự thành lập của Hiệp hội bóng đá Tavua dưới sự điều hành của James Naidu. Đội bóng tiều tụy ở giải hạng nhì đã lên giải hạng nhất và thi đấu rất tốt trong thời gian gần đây.

## Thành tích
- League Championship (cho các Quận):

Vô địch: 1
Á quân: 0
- Giải bóng đá vô địch liên quận:

Vô địch:  1995
Á quân: 0
- Battle of the Giants:

Vô địch: 0
Á quân:  1996, 1999
- Fiji Football Association Cup Tournament:

Vô địch:  1994
Á quân:  1993

## Tiểu sử
- M. Prasad, Sixty Years of Soccer in Fiji 1938–1998: The Official History of the Fiji Football Association, Fiji Football Association, Suva, 1998.